# Споднє Краше
Споднє Краше (словен. Spodnje Kraše) — поселення в общині Назарє, Савинський регіон, Словенія. Висота над рівнем моря 369 м.